# Acronicta succedens
Acronicta succedens är en fjärilsart som beskrevs av Max Wilhelm Karl Draudt 1937. Acronicta succedens ingår i släktet Acronicta och familjen nattflyn. Inga underarter finns listade i Catalogue of Life.